# Lewis Merrill
Lewis Merrill, ameriški general, * 28. oktober 1834, † 27. februar 1896.
Bil je eden iz osmih Custerjevih vojakov, ki so pozneje dosegli čin brigadnega generala.

## Življenjepis
Maja 1851 je vstopil v Vojaško akademijo ZDA, kjer je diplomiral julija 1855 kot 20. v letniku 34 in 1696. diplomiranec akademije. 
Iz prostovoljne sestave je bil izločen 14. decembra 1865.

## Arlington
Pokopan je na Nacionalnem pokopališču Arlington. Na pokopališču je pokopan tudi njegov sin podpolkovnik John H. Merrill.

## Pregled vojaške kariere
Napredovanja
- brevetni drugi poročnik, 1. dragonski polk : 1. julij 1855
- prvi poročnik: 23. april 1861
- brevetni brigadni general, Prostovoljci ZDA: 13. marec 1865
- brevetni brigadni general, Kopenska vojska ZDA: 27. februar 1890